# Hydata satisfacta
Hydata satisfacta är en fjärilsart som beskrevs av Walker 1861. Hydata satisfacta ingår i släktet Hydata och familjen mätare. Inga underarter finns listade i Catalogue of Life.